# تپه‌تارلا (بایبورد)
تپه‌تارلا {{ترکی|Tepetarla) (به ارمنی: Քարավերակ) (به کردی: Qerewêr) یک منطقهٔ مسکونی در ترکیه است که در بایبورد واقع شده‌است. تپه‌تارلا ۴۸ نفر جمعیت دارد.